# EgyptAir
EgyptAir (Árabe Egipcio: مصر للطيران, romanizado: Maṣr le-ṭ-Ṭayarān) es la aerolínea bandera de propiedad estatal de Egipto. La aerolínea tiene su sede en el Aeropuerto Internacional de El Cairo, su centro principal, y opera servicios regulares de pasajeros y carga a 81 destinos en África, Europa, Asia y América. EgyptAir es miembro de Star Alliance.
EgyptAir es un miembro de la Organización Árabe de Transportistas Aéreos. Es la segunda aerolínea más grande de África detrás de South African Airways. EgyptAir opera la más extensa red de destinos fuera de África entre las aerolíneas africanas.

## Historia

### Primeros años: Misr Airwork (1932–1949)
Alan Muntz, presidente de Airwork Services, visitó Egipto en 1931; en ese momento, expresó su intención de iniciar una nueva aerolínea en el país. La nueva empresa se llamó Misr Airwork, siendo Miṣr (مصر) árabe para "Egipto". El 31 de diciembre de 1931, el gobierno otorgó a la nueva empresa la exclusividad de las operaciones de transporte aéreo. Una división de Misr Airwork llamada Misr Airlines fue establecida el 7 de junio de 1932,"para promover el espíritu de la aviación entre la juventud egipcia", convirtiéndose en la séptima aerolínea del mundo. La sede de Misr Airwork, S.A.E. estaba en el aeródromo de Almaza, Heliópolis, El Cairo.
La inversión inicial fue de 20,000 £E, con la propiedad dividida entre el Banco Misr (85%), Airwork (10%) y los inversores privados egipcios (5%). Las operaciones comenzaron en julio de 1933, inicialmente conectando El Cairo con Alejandría y Mersa Matruh utilizando equipos de Havilland DH.84 Dragon. Para agosto de ese año, la frecuencia del servicio Cairo-Alexandría se había incrementado a dos veces al día. A finales de 1933, se inauguró un vuelo de dos veces por semana de El Cairo a Asuán que hacía escala en Asiut y Luxor. A través de Port Said, se lanzó en 1934 un vuelo desde El Cairo que servía a Lydda, Haifa y Gaza. El 3 de agosto de 1935, se inició un servicio de prueba a través de Lydda con destino final en Nicosia utilizando aviones de Havilland D.H.86; el servicio se terminó el 20 de octubre de ese año. La ruta Alejandría–Puerto Saíd–El Cairo–Menia–Assiut se inauguró a finales de 1935. Durante 1935, la aerolínea transportó a 6,990 pasajeros y 21 830 kilogramos (48 127 lb) de carga; durante el año, estos servicios regulares volaron 419 467 millas (675 065 km).
La ruta Alejandría–Asuán, que hacía escala en Puerto Saíd, El Cairo y Minia, y la ruta El Cairo–Chipre–Haifa–Bagdad eran los dos servicios operativos que la aerolínea tenía para 1936. Los vuelos de Hadj comenzaron en 1937. Las operaciones hacia Chipre se reanudaron en 1938 con un servicio de Cairo–Lydda–Haifa–Larnaka.  La aerolínea operó aviones británicos en los primeros años, : 588  y para abril de 1939 la flota comprendía un D.H. Dragon, un D.H. Dragonfly, cinco D.H. Rapìdes, dos D.H.86 y un D.H.86B que operaban en las rutas de Alejandría–El Cairo, Alejandría–Puerto Said–El Cairo–Minia–Asiut, El Cairo–Assiut–Luxor–Asuán, El Cairo–Lydda–Haifa–Bagdad y El Cairo–Puerto Said–Lydda–Haifa. El gobierno egipcio se hizo cargo de todas las rutas en septiembre de 1939. En 1940, se inició un servicio a Beirut y Palestina. Tres Avro 19 se incorporaron a la flota en 1944. Tres accidentes ocurridos a finales de 1945 llevaron a huelgas para una renovación de la flota y causaron la paralización total de las operaciones desde febrero de 1946;los servicios se reanudaron en mayo, y a finales de 1946 la flota incluía cuatro Avro Anson, un Beech AT-11, cinco Beech C-45, cuatro de Havilland D.H.89 Dragon Rapide y dos North American AT-6 Texan. La aerolínea se benefició de la estación regional de eliminación de aviones de los aliados que vendía aviones militares excedentes, ubicada en Egipto. Se entregaron dos Beech C-45 más en 1947, y tres Vickers Viking procedentes de la aerolínea danesa Det Danske Luftfartselskab se incorporaron en 1948. En mayo de 1949, todo el capital y el parque de aviones fueron adquiridos por el gobierno. Después de que el estado egipcio se convirtiera en el único accionista, la compañía cambió su nombre a Misrair SAE.

### Misrair (1949–1957)
Misrair continuó volando las mismas rutas que su predecesor. En 1951, se adquirieron tres SNCASE Languedoc; estos estaban destinados a ser desplegados en rutas más largas. Los Languedocs reemplazaron a los Viking en los vuelos a Ginebra, Jartum y Teherán. 
El 1 de diciembre de 1952, Misrair adquirió a su competidor nacional Services Aériens Internationaux d'Égypte (SAIDE) y así puso fin a las operaciones aéreas de esta aerolínea. Solo la exitosa ruta El Cairo-Túnez se incorporó a la propia red de rutas de Misrair. 
Tres Vickers Viscount fueron pedidos a principios de 1954. Durante ese año, la aerolínea transportó a 64,539 pasajeros. En marzo de 1955, la flota de Misrair constaba de un Beechcraft, tres Languedocs y siete Vikings; los tres Viscounts aún estaban pendientes de entrega. Douglas DC-3 se compraron posteriormente y se desplegaron en rutas nacionales, así como a países árabes vecinos. La entrega de los primeros dos Viscount tuvo lugar en diciembre de 1955; se pusieron en servicio en marzo de 1956. 
Ocho meses después, el 1 de noviembre de 1956, un Viscount (SU-AIC) fue dado de baja mientras estaba estacionado en el Aeropuerto de Almaza debido a un ataque aéreo de la RAF durante la crisis de Suez. El número de pasajeros transportados durante 1955 había crecido a 77050. En febrero de 1957, Misrair fue renombrada a United Arab Airlines.A finales de ese año, se ordenaron otros dos Viscounts a un costo de £600.000–800.000, incluyendo repuestos.

### United Arab Airlines (1957–1971)
Tras la formación de la República Árabe Unida por Egipto y Siria el 1 de febrero de 1958, Misrair fue renombrada como United Arab Airlines (UAA) en marzo de ese año.  Se lanzó un servicio El Cairo–Atenas–Roma–Zúrich el 7 de julio; Syrian Airways se fusionó con UAA el 23 de diciembre, con esta última absorbiendo tanto las rutas como el equipo de la aerolínea siria. Para marzo de 1960, la aerolínea contaba con 579 empleados. En ese momento, la flota estaba compuesta por un Beechcraft Modelo 18, cuatro DC-3, seis Viking y seis Viscount. : 505  Uno de los Viscount se estrelló en el Mediterráneo el 10 de abril, matando a 17 pasajeros y a una tripulación de tres.  Con registro SU-ALC, el primero de tres Comet 4C fue entregado el 9 de junio. : 588 Las operaciones con dos de estos aviones comenzaron el 16 de julio del mismo año. : 588 Para octubre de 1960, Misrair tenía Comets desplegados en las rutas El Cairo–Belgrado–Praga, El Cairo–Roma–Londres, El Cairo–Yeda y El Cairo–Jartum, : 588  Los DC-3 se utilizaron en los servicios Cairo–Alejandría–Mersa Matruh, Cairo–Assiut–Luxor, Cairo–Luxor–Asuán y Cairo–Puerto Said–Alejandría, y los Viscount se usaron para los vuelos directos que unían El Cairo y Alejandría.: 589 Se realizó un pedido de dos Comets más en noviembre de 1960. La asociación de Siria con UAA terminó en octubre de 1961, cuando Syrian Arab Airways fue establecida por el gobierno sirio en Damasco; la red de rutas y la flota que había sido asumida por UAA fueron devueltas a la nueva compañía.

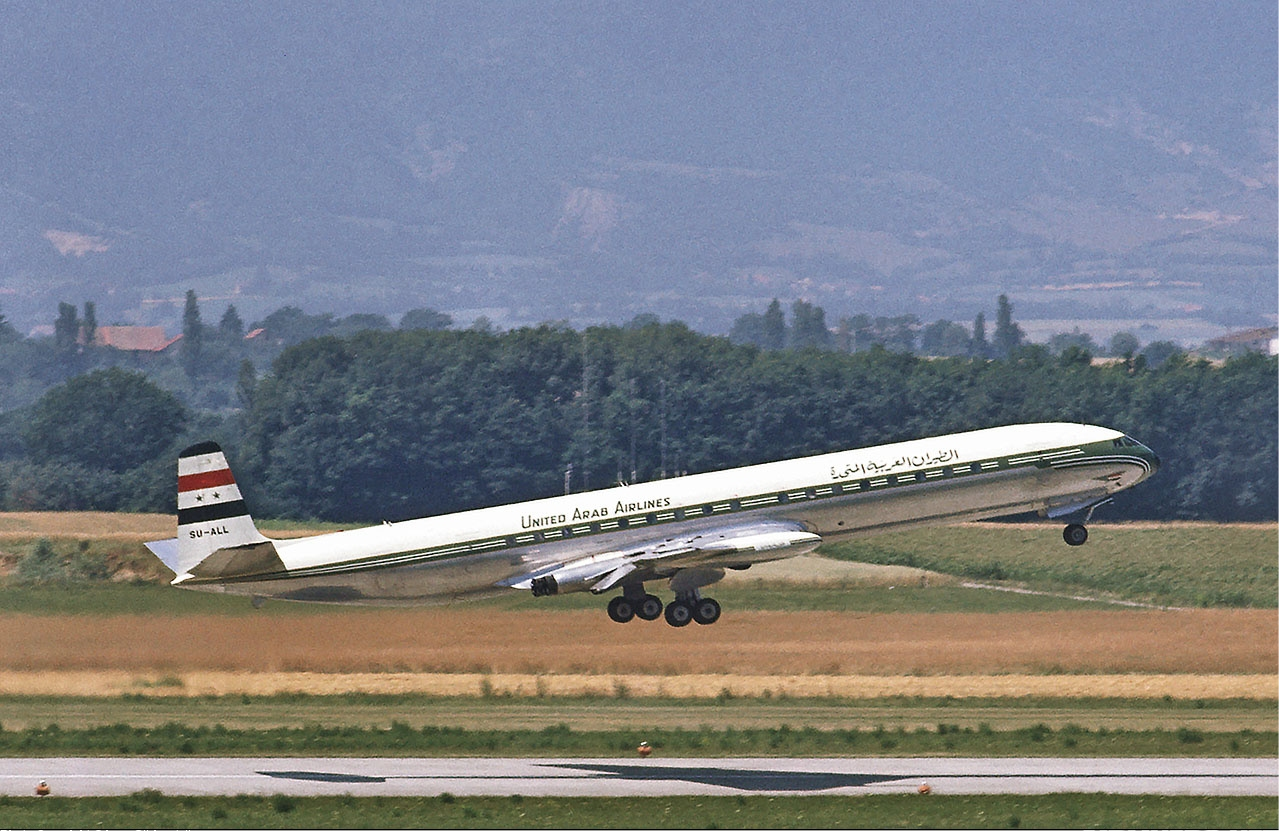
Un Comet 4C de United Arab Airlines despegando del Aeropuerto de Ginebra en 1968.

Dos Comets más, el cuarto y el quinto,fueron pedidos a principios de 1961. Se compraron aviones DC-6 de SAS en abril de 1961. La ruta El Cairo–Lagos se extendió a Accra el 12 de junio y los vuelos a Moscú comenzaron el 21 de junio. Se firmó un contrato con Boeing para la compra de un Boeing 707-320B con fechas de entrega entre noviembre de 1961 y abril de 1964; el acuerdo se frustró cuando la aerolínea no pudo encontrar financiamiento. El 1 de noviembre se lanzó un nuevo vuelo a Karachi y Bombay, y en diciembre se ordenaron los sextos y séptimos Comets; estos fueron entregados en abril de 1962. También en 1961, la ruta El Cairo–Nicosia, suspendida desde la crisis de Suez en 1956, fue restaurada, volada con equipo Viscount. Ruteado a través de Bangkok y Hong Kong, el servicio de Bombay se extendió a Tokio en mayo de 1962. Un DC-3 se estrelló en Heliópolis el 16 de mayo de 1962, matando a los tres tripulantes, y 26 personas más fallecieron en otro accidente que involucró a un Comet en Bangkok el 19 de julio del mismo año. Se adquirieron dos Comets más en agosto, ingresando a la flota en septiembre del mismo año y durante 1963. El 15 de febrero de 1963, se reanudó la ruta a Bagdad después de una pausa de tres años, pero el servicio fue de corta duración, ya que las tensiones políticas entre Egipto, Irak y Siria obligaron a la interrupción de los vuelos tanto a este destino como a Damasco; el 1 de abril, se inauguró un nuevo servicio a Rhodesia. El 12 de mayo de 1963, un DC-3 se estrelló cerca de Alejandría, matando a 27 pasajeros y a cuatro tripulantes. El 28 de julio de 1963, un Comet se estrelló en el océano cerca de Bombay, matando a 62. Con escasez de aviones para servir a Tokio, la ruta fue cancelada. Además, otro Comet, SU-ALM, resultó dañado en Benghazi el 12 de septiembre, el noveno y último Comet fue entregado en 1964. También ese año, se compraron tres aviones DC-6B de Pan Am, y otros tres fueron adquiridos de Northwest Orient; estas aeronaves se pusieron en servicio en rutas nacionales y comenzaron a reemplazar a los Viscount. También destinados a operar servicios nacionales, se ordenaron siete Antonov An-24 por US$2,3 millones. 

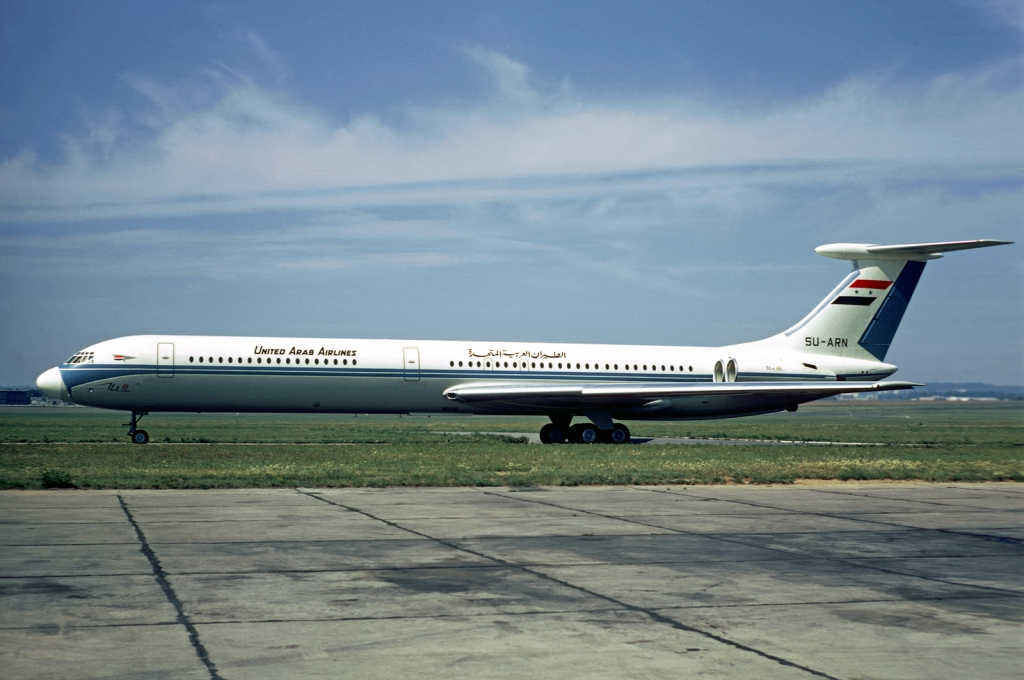
Un Ilyushin Il-62 de United Arab Airlines en Aeropuerto de Le Bourget en 1971

Para marzo de 1965, siete Comet 4C y cuatro Viscount volaban en rutas por Europa, Oriente Medio y el norte de África, junto con un servicio a Lagos y Accra.El 1 de agosto, una aerolínea subsidiaria llamada Misrair comenzó a operar.   Cuatro An-24 formaban parte de la flota de Misrair cuando comenzaron las operaciones, y se esperaban tres más para fin de año. Uno de estos aviones se perdió en un accidente en el Aeropuerto de Asuán el 2 de febrero de 1966; un segundo avión estuvo involucrado en un accidente mortal en El Cairo el 19 de marzo, causando 30 muertes. Alejandría–Atenas, El Cairo–Alejandría, El Cairo–Luxor, El Cairo–Nicosia y El Cairo–Puerto Saíd–El Arish estaban entre las rutas operadas por la aerolínea. Misrair dejó de existir el 1 de junio de 1968 debido a un mal desempeño económico. Las operaciones fueron absorbidas por UAA. Un contrato por valor de US$30 millones para tres Boeing 707-320C fue firmado con Boeing el 15 de junio de 1966 e incluía también cuatro máquinas adicionales como opción. El 1 de noviembre, la aerolínea suprimió la parada en Praga en el servicio El Cairo–Praga–Moscú, y en enero de 1967 UAA inició la ruta El Cairo–Fráncfort–Copenhague. El 22 de junio de 1967, un Comet se estrelló en Kuwait durante el aterrizaje; no hubo víctimas mortales, pero la aeronave fue dada de baja. En agosto de 1968, la aerolínea recibió dos Ilyushin Il-18.  El primer Boeing 707 fue entregado por el fabricante de aviones el 21 de octubre del mismo año; posteriormente se puso en servicio en la ruta El Cairo–Londres.  Uno de los Il-18 estuvo involucrado en un accidente mientras intentaba aterrizar en el Aeropuerto de Asuán el 20 de marzo de 1969. Ese mismo mes, la aerolínea comenzó los servicios a Berlín Oriental con aviones Il-18, y en junio se reanudó la ruta a Tokio a través de Kuwait, Bombay, Bangkok y Hong Kong. 
El 14 de enero de 1970, un Comet 4C (SU-ANI) se estrelló al aterrizar en Adís Abeba procedente de El Cairo; ninguna de las 14 personas a bordo resultó gravemente herida. El 30 de enero de 1970, el tren de aterrizaje de un Antonov An-24V, SU-AOK, colapsó al aterrizar en Luxor. El 19 de febrero, SU-ALE, otro Comet, abortó el despegue desde el Aeropuerto de Múnich Riem a 30 pies (9,1 m), el avión cayó de nuevo a la pista, se deslizó hasta el final de esta y chocó contra una valla. Otro An-24V, SU-AOC, aterrizó de panza en El Cairo el 14 de marzo.  En marzo de 1970, UAA tenía 7,810 empleados; la flota comprendía siete An-24B, tres Boeing 707-366C, seis Comet 4C y tres Il-18. El cuarto Boeing 707 fue entregado en marzo de 1970. Un An-24V (SU-ANZ) estaba en un vuelo de entrenamiento y se estrelló cerca de El Cairo, matando a los tres ocupantes el 19 de julio.  El 2 de enero de 1971, un Comet (SU-ALC) se estrelló contra dunas de arena al acercarse a Trípoli, con la pérdida de vidas de los ocho pasajeros a bordo y los oco tripulantes. El 23 de mayo de 1971, se anunció la adquisición de dos Ilyushin Il-62, programados para ser entregados en junio del mismo año.  En junio de 1971, la aerolínea utilizó estos aviones en rutas europeas, complementando los servicios operados con los Boeing 707. Los Il-62 se introdujeron en los servicios asiáticos el 9 de julio.  El nombre de la aerolínea se cambió a Egyptair el 10 de octubre de 1971, tras el cambio de nombre del país a la República Árabe de Egipto.

### Egyptair (1971–en adelante)

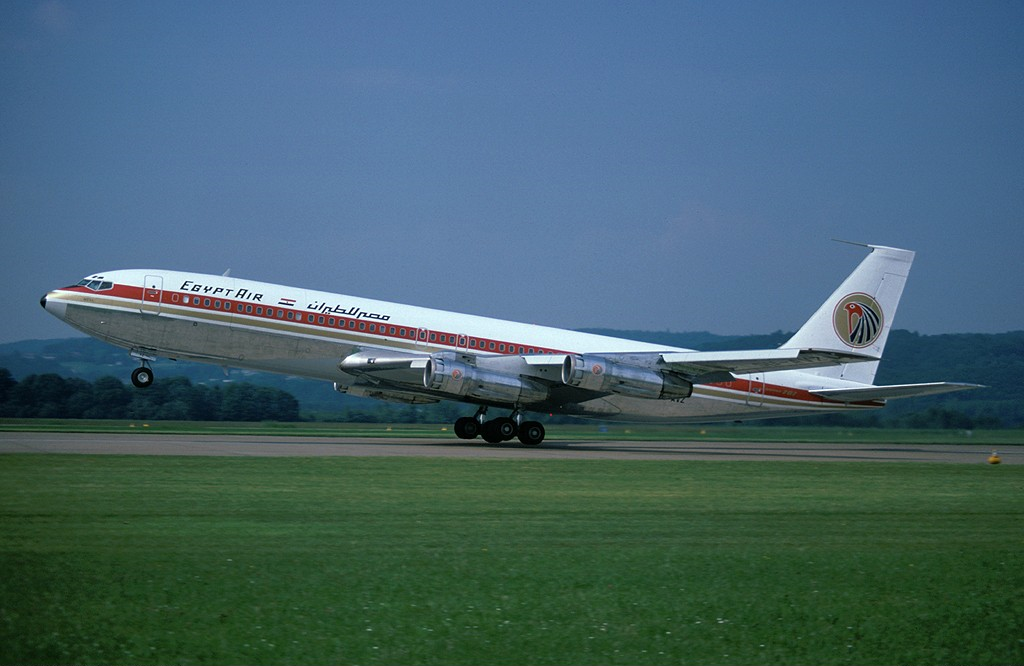
Un Boeing 707-320C de Egyptair en el Aeropuerto de Zúrich, en 1978

Egyptair heredó el personal, el equipo, los activos y los pasivos de UAA. El 19 de marzo de 1972, el uelo 763 de EgyptAir, un Douglas DC-9-32 que transportaba a yugoslavos de la República Federativa Socialista de Yugoslavia, matriculado YU-AHR, se estrelló en las montañas Shamsan, a 4 millas (6,4 km) al suroeste de Aden, matando a los 30 ocupantes. El 16 de junio, un Ilyushin Il-62 (SU-ARN) estuvo involucrado en un accidente en el aterrizaje, sin reportar fatalidades. En julio, se ordenaron ocho Tupolev Tu-154 por US$60 millones, con tres de ellos programados para entrega en julio de 1973, tres en noviembre de 1973 y dos en marzo de 1974.  Antes de concretar la transacción, Egyptair también había considerado el Boeing 727, pero no se pudo conseguir financiamiento para estos aviones fabricados en EE. UU. Según los términos del contrato, el mantenimiento ligero debía realizarse en Egipto, mientras que la revisión del fuselaje y del motor debía llevarse a cabo en la Unión Soviética. En julio de 1972, se anunció la adquisición de cuatro Boeing 707-320C valorados en US$40 millones. En ese momento, la aerolínea ya tenía cuatro Boeing 707 en operación. La entrega de los nuevos aviones estaba programada para marzo, mayo, junio y septiembre de 1973.  El 5 de diciembre de 1972, uno de los cuatro 707 ya en la flota (SU-AOW) se estrelló cerca de El Cairo durante un vuelo de entrenamiento. Los 6 tripulantes fallecieron en el accidente. Los informes que indicaban que el avión había sido derribado fueron negados por el gobierno egipcio. Un Ilyushin Il-18, matrícula SU-AOY, estuvo involucrado en un accidente cerca de Nicosia el 29 de enero de 1973, cuando se estrelló en un terreno montañoso, matando a todos los 37 ocupantes. La entrega de los cuatro nuevos Boeing 707 se llevó a cabo durante el año, con dos 707-320C más siendo pedidos en septiembre. En octubre, los tres Il-62 fueron devueltos a Aeroflot debido a los altos costos operativos y problemas técnicos.  También ese mes, el primer Tu-154 se unió a la flota y se utilizó para la formación de pilotos. Desde Moscú, la entrega de los Tu-154 se realizó a través de Londres-Heathrow, donde estos aviones fueron equipados con asientos fabricados en Gran Bretaña.
El estallido de la guerra de Yom Kipur en 1973 obligó a la aerolínea a suspender el servicio a Tokio; se reanudó el 15 de marzo de 1974 a través de Bombay, Bangkok y Manila. Durante 1974, el vuelo a Jartum se amplió hasta Kinshasa. Uno de los nuevos aviones Tu-154, SU-AXB, se estrelló el 10 de julio de 1974 después de despegar del Aeropuerto Internacional de El Cairo durante un vuelo de entrenamiento, causando la muerte de los seis tripulantes a bordo. Tras el accidente, Egyptair solicitó la devolución de su flota de Tu-154 a los soviéticos y el reembolso del precio pagado por ellos. La escasez de capacidad causada por la inmovilización de los Tu-154 se alivió parcialmente mediante el arrendamiento de aviones. La aerolínea ya estaba buscando otras aeronaves para reemplazarlos y en noviembre se realizó un pedido de seis Douglas DC-9-50. El 9 de diciembre, un Il-18, matrícula YR-IMK, se estrelló en el Mar Rojo; hubo nueve víctimas mortales. En enero de 1975, el gobierno canceló el pedido con Douglas y recurrió a Boeing para la adquisición de nuevos equipos. Se alcanzó un acuerdo con los soviéticos para la devolución de los Tu-154 el 10 de febrero; a principios de año, los An-24 fueron devueltos a la empresa que representaba a los soviéticos como parte del pago del préstamo adquirido para la compra de los Tu-154. El pedido de Boeing se finalizó en marzo e incluía cuatro aviones Boeing 727-200 y seis Boeing 737-200. Había planes para intercambiar los primeros tres Boeing 707-320C por las nuevas aeronaves como parte del acuerdo con Boeing. La transacción, valorada en US$60 millones, fue financiada parcialmente por los Emiratos Árabes Unidos. En mayo, el pedido se homogeneizó a ocho aviones Boeing 737-200 con entregas programadas para abril y mayo de 1976. Se hicieron arreglos para vender los cuatro Comet tanto para recaudar fondos como para formar una flota compuesta exclusivamente por aviones Boeing.
Una conexión entre El Cairo y Milán comenzó en enero de 1976 y un nuevo vuelo a Viena inició en abril. Tras acusaciones del parlamento egipcio de que funcionarios de la aerolínea habían sido sobornados por Boeing para favorecer el pedido de 1975, el presidente Gamal Erfan renunció en febrero. El 22 de abril, un Boeing 737 que volaba de El Cairo a Luxor fue secuestrado por tres palestinos; un equipo de comandos egipcios recuperó el control del avión sin daños en su estructura. Los cuatro Comet fueron vendidos a Dan-Air el 9 de octubre. Durante ese año, ingresaron a la flota siete aviones Boeing 737 Advanced. Un grave accidente ocurrió el 25 de diciembre cuando el vuelo 864 con una ruta desde El Cairo a Tokio se estrelló contra una fábrica textil durante la aproximación a Bangkok, causando la muerte de los 43 pasajeros y 9 tripulantes; también hubo víctimas mortales y heridos en tierra.
A principios de 1977, comenzaron los primeros arrestos relacionados con el caso de sobornos en el pedido de Boeing cuando un ex piloto admitió haber sido sobornado con US$150 000. En febrero, se firmó un acuerdo para arrendar dos Airbus A300B4 de Bavaria Germanair y Trans European Airlines. El 1 de abril, se lanzaron servicios a Abu Dabi y Karachi. El primer vuelo del A300 operó la ruta El Cairo–Karachi el 3 de junio. Las condiciones de arrendamiento del avión de Germanair cambiaron a un acuerdo de arrendamiento con opción a compra. Egyptair finalmente adquirió los dos A300B4 arrendados.
El 21 de febrero de 1978, un Boeing 707 realizó un aterrizaje de emergencia en Sharjah tras impactar contra una bandada de aves; el incidente causó daños considerables en el fuselaje y los motores. Durante 1979, se ordenaron tres A300B4-200 por US$115 millones con entregas entre septiembre de 1980 y septiembre de 1981; la aerolínea tomó opciones por cuatro aviones adicionales. El financiamiento de los tres aviones pedidos se obtuvo parcialmente del Midland Bank y el Dresdner Bank.

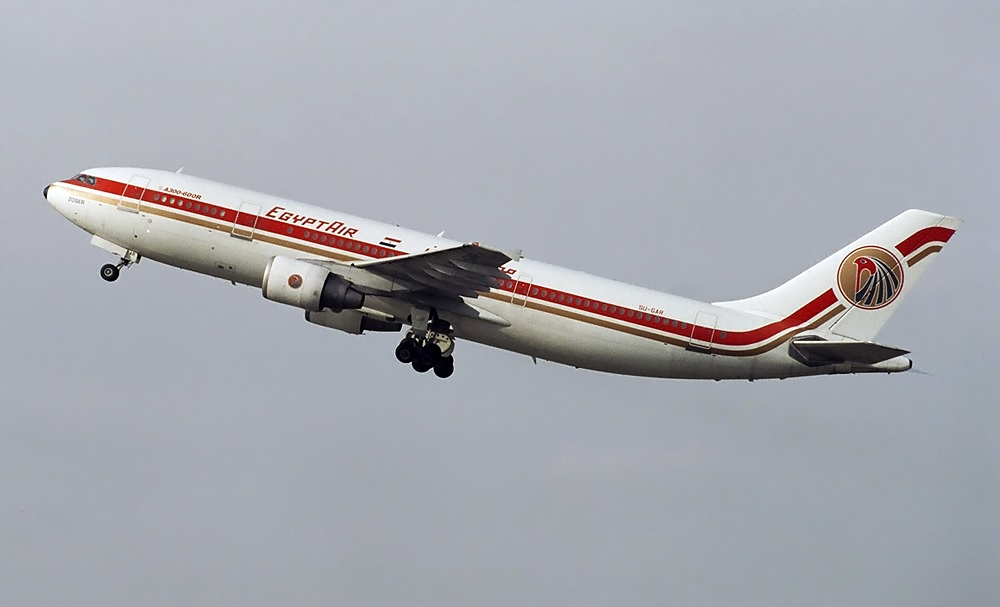
Un Airbus A300B4-600R de EgyptAir despegando del Aeropuerto Internacional de Düsseldorf en 1997.

En marzo de 1980, el número de empleados era de 9,610, y la flota estaba compuesta por dos Airbus A300B4, siete Boeing 707-320C, siete Boeing 737-200 y dos Beech Baron. En noviembre de 1980, se llevó a cabo una importante reorganización financiera cuando la propiedad de la compañía se compartió entre el Banco Nacional de Egipto y la Compañía de Seguros Misr. En 1981, se convirtieron en pedidos firmes dos opciones para Airbus A300B4-200, lo que aumentó a cuatro el número de estos aviones pendientes de entrega. En noviembre de ese año, la aerolínea tenía cinco aeronaves de este modelo en su flota, dos de ellas en arrendamiento. En 1982, se ordenó otro A300B4-200. En total, se incorporaron ocho nuevos Airbus A300B4 a principios de los años 80. En 1984, entraron en servicio tres Boeing 767-200ER, llamados "Nefertiti", "Nefertari" y "Tiye". En 1989, se añadieron dos Boeing 767-300ER, nombrados "Tuthmosis III" y "Ramsés II". El 31 de octubre de 1999, el "Tuthmosis III" se estrelló en el océano Atlántico, causando la muerte de las 217 personas a bordo.
EgyptAir es una empresa estatal con una legislación especial que permite a su administración operar como si fuera una empresa privada, sin interferencia del gobierno. La compañía se autofinancia sin respaldo financiero del gobierno egipcio.
En 2002, la aerolínea llevó a cabo una importante reestructuración corporativa, transformándose de una organización gubernamental en una empresa matriz con subsidiarias. Este cambio coincidió con la creación del Ministerio Egipcio de Aviación Civil y la estrategia del gobierno para modernizar y mejorar sus aeropuertos y aerolínea. EgyptAir obtuvo el derecho de operar sin interferencia gubernamental y la obligación de hacerlo sin respaldo financiero.
EgyptAir posee en su totalidad EgyptAir Express y Air Sinai. Además, tiene participaciones en Air Cairo (60%) y en la Smart Aviation Company (20%).
En mayo de 2006, la aerolínea lanzó una subsidiaria regional llamada EgyptAir Express con una flota de nuevos Embraer E-170, comenzando sus operaciones en 2007. Esta filial enlaza El Cairo con Sharm El Sheikh, Hurghada, Luxor, Asuán, Marsa Alam, Abu Simbel y Alejandría (Egipto), además de otros destinos secundarios que complementan la red de la aerolínea principal. En junio de 2009, la subsidiaria recibió el último de los 12 Embraer E-170 pedidos.
EgyptAir posee activos valorados en más de 3.8 mil millones de dólares. Su año fiscal abarca de julio a junio. Para el año fiscal que finalizó el 31 de julio de 2007, EgyptAir alcanzó un récord de ingresos totales de 1.143 mil millones de dólares, con un crecimiento del 14% respecto al año anterior.

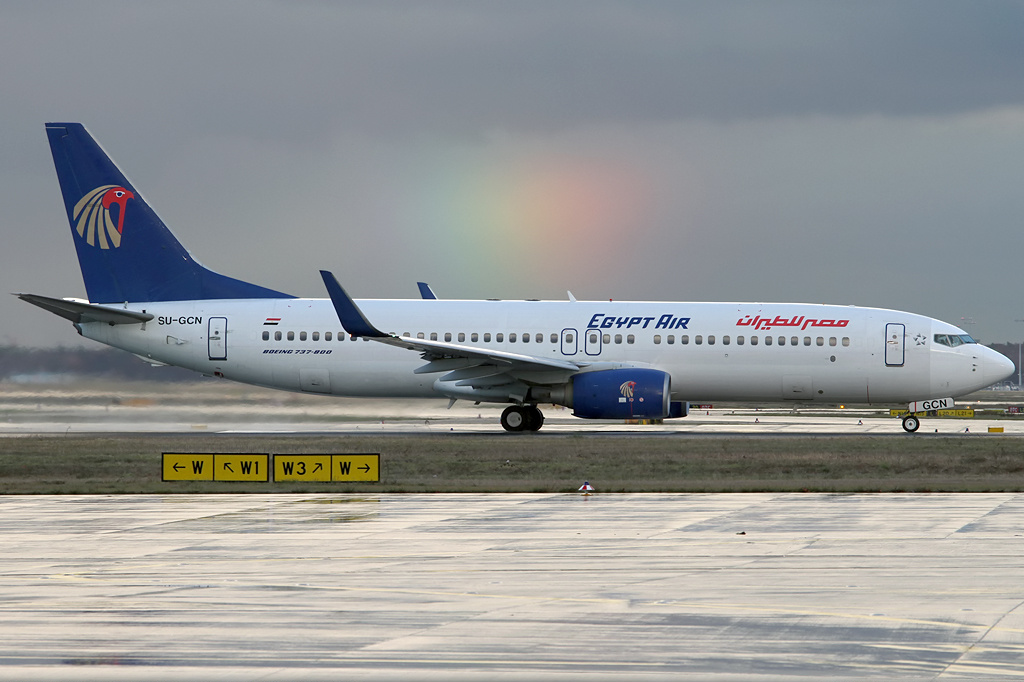
Un Boeing 737-800 de Egyptair con su diseño antiguo en el Aeropuerto de Frankfurt, en 2013

En 2009, EgyptAir reorganizó sus operaciones en el Aeropuerto Internacional de El Cairo, donde posee el 61% de los espacios de salida, debido a la inauguración de la nueva Terminal 3 en abril de 2009. La aerolínea trasladó todas sus operaciones (internacionales y nacionales) a esta nueva terminal, que duplicó la capacidad del aeropuerto. Como parte del concepto "Move Under One Roof" de la alianza Star Alliance, todas las aerolíneas de la alianza que operan en El Cairo también se trasladaron a la Terminal 3. En 2010, la aerolínea reestructuró sus operaciones en Alejandría, trasladándose del Aeropuerto Internacional de Alejandría al nuevo Aeropuerto Borg El Arab. Además, su director ejecutivo mencionó que la compañía evaluaba establecer una aerolínea de bajo costo para sus operaciones en Alejandría.[cita requerida]
Durante el Salón Aeronáutico de París de 2009-2010, la aerolínea anunció una nueva empresa con el arrendador estadounidense Aviation Capital Group (ACG) y otros accionistas privados y públicos egipcios para establecer una empresa conjunta de arrendamiento centrada en la región de Oriente Medio y el norte de África. La nueva empresa conjunta, denominada Civil Aviation Finance and Operating Leases (CIAF-Leasing), se centrará inicialmente en aviones de fuselaje estrecho.
Tras la revolución egipcia de 2011, se reportó que EgyptAir sufrió pérdidas considerables. El ministro de aviación civil, Wael El Maadawi, estimó que la aerolínea perdió aproximadamente 1.3 mil millones de libras egipcias (unos 185 millones de dólares) durante el año fiscal 2012/13, debido al aumento del precio del combustible, la devaluación de la moneda egipcia y huelgas internas. Las pérdidas de 2011/12 fueron el doble de las del año siguiente, sumando un total de más de 7 mil millones de libras (casi 1,000 millones de dólares) desde el inicio de la crisis.
A mediados de 2012, un grupo de asistentes de vuelo solicitó el derecho a usar hiyabs como parte de su uniforme de trabajo. La compañía concedió su petición, y las asistentes de vuelo con hiyab aparecieron por primera vez en noviembre de 2012.
En noviembre de 2015, dos semanas después del accidente del accidente del vuelo 9268 de Metrojet en la península del Sinaí, las autoridades rusas de Rosaviatsiya prohibieron a EgyptaAir volar a Rusia, citando preocupaciones de seguridad.
En enero de 2016, EgyptAir fue multada con US$140 000 por arrendar aviones a Sudan Airways durante 2010-11, violando las sanciones económicas impuestas a Sudán en 1997.
En abril de 2018, las autoridades rusas levantaron la prohibición que impedía a EgyptAir volar a Rusia.
EgyptAir es una de las pocas aerolíneas que no sirve bebidas alcohólicas en sus vuelos.
Como parte de una reestructuración de EgyptAir, el ministro de Aviación, el mariscal del aire Younes Hamed, anunció la fusión de EgyptAir Express, EgyptAir Cargo y Egyptair Ground Services Company con la aerolínea principal. A partir del 4 de noviembre de 2019, solo EgyptAir Express se había fusionado oficialmente, con el resto del plan programado para completarse a finales de 2019.

## Asuntos corporativos

### Propiedad y estructura
Egyptair es una empresa estatal, propiedad al 100% del Gobierno de Egipto. La Egyptair Holding Company fue creada en 2002 con siete empresas, y posteriormente se añadieron dos más.
Existen tres aerolíneas que operan bajo el mismo AOC, pero se gestionan de manera independiente y tienen sus propias cuentas de pérdidas y ganancias:
- Egyptair Airlines, la aerolínea principal.

- EgyptAir Cargo, aerolínea dedicada exclusivamente al transporte de carga (fundada en 2002).

- EgyptAir Express, aerolínea de vuelos nacionales y regionales (lanzada en junio de 2007).

Otras empresas dentro de Egyptair Holding Company incluyen:
- Egyptair Maintenance & Engineering, originalmente una operación interna, pero que ahora también presta servicios a terceros; certificada por la EASA Part 145 y la FAA.[77]

- Egyptair Ground Services, que ofrece servicios a más del 75% de las aerolíneas que operan en Egipto.[77]

- Egyptair In-flight Services.

- Egyptair Tourism & Duty Free Shops.

- Egyptair Medical Services.

- Egyptair Supplementary Industries Company (fundada en 2006).

### Filiales y empresas asociadas
Egyptair posee participaciones en:
- Air Cairo (60%).[78]

- Smart Aviation Company (13.33%).

- Air Sinai (100%).[78]

- Egypt Aero Management Service (50%).

- LSG Sky Chefs Catering Egypt (70%).[79]

- CIAF-Leasing (20%).[80]

## Destinos
En marzo de 2019 EgyptAir opera a 73 destinos; 11 en Egipto, 18 en África, 23 en Oriente Medio, 5 en Asia, 22 en Europa y 2 en América.

### Acuerdos de código compartido
Además de las filiales y franquicias de EgyptAir tiene acuerdos de código compartido con las siguientes aerolíneas y miembros de la alianza aérea Star Alliance, en marzo de 2019:
| - Aegean Airlines * - Air Canada * - Air China * - Air India * - Austrian Airlines * - Brussels Airlines * - Etihad Airways - Ethiopian Airlines * | - Gulf Air - Kenya Airways - LOT Polish Airlines * - Lufthansa * - Royal Air Maroc - SAS * - Shenzhen Airlines * - Singapore Airlines * | - South African Airways * - Swiss International Air Lines * - TAP Portugal * - Thai Airways * - Turkish Airlines * - United Airlines * |

* Miembro de Star Alliance

### Suspensión del servicio a Catar
Debido a la Crisis diplomática de Catar de 2017-2019, EgyptAir (entre otras compañías aéreas de Baréin, Egipto, Arabia Saudí y los Emiratos Árabes Unidos) ha suspendido sus vuelos al Aeropuerto Internacional Hamad en Doha, Catar; según las instrucciones del gobierno egipcio.

## Flota
En agosto de 2023, la flota de EgyptAir se compone de las siguientes aeronaves:

### Antigüedad de la flota
EgyptAir opera una de las flotas de aeronaves más modernas del mercado, con una antigüedad promedio de 9,2 años (agosto de 2023).

## Subsidiarias
EgyptAir Holding Company fue creada en el 2004 con 7 subsidiarias (2 fueron creadas con posterioridad):
- EgyptAir Airlines
- EgyptAir Maintenance & Engineering
- EgyptAir Ground Services
- EgyptAir Cargo
- EgyptAir Inflight Services
- EgyptAir Tourism & Duty Free Shops
- EgyptAir Medical Services
- EgyptAir Supplementary Industries Company (formado en 2006)
- EgyptAir Express Airlines (formado en abril de 2007)

## Accidentes e incidentes
- El 19 de marzo de 1972 el vuelo 763 de EgyptAir se estrelló contra las montañas Shamsan durante la aproximación a Adén en Yemen. Murieron los 21 pasajeros y los nueve tripulantes a bordo.
- El 10 de julio de 1975, un Tu-154 de EgyptAir que efectuaba un vuelo de entrenamiento en la ciudad de El Cairo, se estrelló durante el ascenso luego del despegue. El avión, luego de un vuelo de pruebas que duró 3 h, efectuó un "Toca-Despega", la maniobra fue exitosa, pero durante el ascenso, el avión se ladeó hacia la derecha, estrellándose e 500 m del aeropuerto y matando a las 6 personas a bordo.
- El 25 de diciembre de 1976, el vuelo 864 de EgyptAir se estrelló en un complejo industrial en Bangkok, Tailandia, luego de que los pilotos no pudieran corregir el ritmo de descenso. 20 de las 52 personas a bordo fallecieron, y 72 personas en tierra murieron.
- El 23 de noviembre de 1985, el vuelo 648 de EgyptAir, un Boeing 737 fue secuestrado y desviado hacia Luqa, Malta por tres hombres del grupo Abu Nidal. Omar Rezaq estaba entre ellos. Luego de varias horas de negociaciones, las tropas egipcias rodearon la aeronave y atacaron a los secuestradores, quienes arrojaron varias granadas de mano y mataron a 5 israelíes y un estadounidense. La aeronave fue severamente dañada por las explosiones y el fuego. Dos de los seis miembros de a bordo y 58 de los 91 pasajeros murieron. Entre las víctimas se encontraron Lupita Pallás y Laila Ortiz de Pinedo, madre y hermana del comediante mexicano Jorge Ortiz de Pinedo, respectivamente.
- El 31 de octubre de 1999, el vuelo 990 de EgyptAir, un Boeing 767 que volaba entre el Aeropuerto Internacional John F. Kennedy de Nueva York y El Cairo, cayó al Océano Atlántico cerca de las costas de Nantucket. El piloto, estuvo bajo sospecha de haber cometido un suicidio y de haber estrellado la aeronave intencionalmente. Los oficiales egipcios han negado contundentemente la versión.
- El 7 de mayo de 2002, el vuelo 843 de EgyptAir se estrelló durante el aterrizaje en Túnez, matando a 14 de los 62 ocupantes.
- El 31 de julio de 2009 un pequeño cocodrilo se escapó del equipaje de mano de un pasajero en un vuelo de EgyptAir que volaba desde Los Emiratos Árabes hacia El Cairo, nadie salió herido.
- El 29 de marzo de 2016, el vuelo 181 de EgyptAir, un Airbus A320 fue secuestrado por Seif Eldin Mustafa y desviado hacia el Aeropuerto Internacional de Larnaca, Chipre. Tras el aterrizaje, la mayoría de los pasajeros y la tripulación fueron liberados por el captor, quien afirmaba llevar un cinturón de explosivos. Este se entregó horas más tarde, sin que nadie resultara herido en el incidente. Se confirmó más tarde que el explosivo era falso.
- El 19 de mayo del 2016, el vuelo 804 se estrelló sobre el Mar Mediterráneo, el avión era un Airbus A320 que había partido del aeropuerto Charles de Gaulle de París a las 23.04 hora local, y tenía como destino el aeropuerto internacional de El Cairo. Sus restos se encontraron cerca de la isla griega de Kárpatos, los 56 pasajeros y 10 tripulantes que iban a bordo murieron.